# Магасумов, Ирек Ильдусович
Ирек Ильдусович Магасумов (род. 27 апреля 1988) — российский военнослужащий, подполковник, заместитель командира бригады. Герой Российской Федерации (лишён звания приговором суда).

## Биография
Магасумов родился в татарстанском городе Мамадыш, там же окончил школу (закончив два выпускных класса в русскоязычной школе № 1, при том что в первой школе проходил обучение на татарском языке).
После окончания школы отправился в Казань поступать в военное училище. Два года отучился в Казанском танковом училище, затем перевёлся в Дальневосточное высшее общевойсковое командное училище в Благовещенске, а после начал служить в Юрге, где встретил свою будущую супругу.
С 24 февраля 2022 года принимал участие во вторжении России на Украину. Ушёл на фронт в звании майора и повышение получил уже там; там же получил и один из трёх орденов Мужества.
Участвовал в боях за Лисичанск, там же попал в сюжет РИА «Новости».
2 августа 2023 года президент РФ Владимир Путин лично вручил Иреку Магасумову медаль «Золотая Звезда» без уточнения причины награждения.

### Арест, уголовное дело
12 августа 2023 года ФСБ РФ задержала Магасумова в Луганске по подозрению в убийстве 18-летней жительницы города. По версии следствия, подполковник Магасумов случайно выстрелил в неё в состоянии алкогольного опьянения. Позднее следствие перестало рассматривать версию об убийстве по неосторожности, выдвинув более тяжёлое обвинение об убийстве по «спонтанному умыслу» из-за того, что обвиняемому не понравилось поведение девушки. Кроме того, было добавлено новое обвинение в хулиганстве: после произошедшего Магасумов отобрал у других военнослужащих, младших по званию, автомобиль, чтобы уехать в часть.
За Магасумова заступился кузбасский губернатор-единоросс Сергей Цивилёв, написавший письмо в следственный комитет и просил председателя СКР Александра Бастрыкина взять это дело под личный контроль. Также делом заинтересовался политик Александр Хинштейн. Согласно опубликованным ими данным, 11 августа в Луганске подполковник Ирек Магасумов и старший лейтенант Павел Яськевич стали участниками происшествия, «в результате которого погибла гражданка России», при этом лейтенант в ходе следствия «признался в содеянном и написал явку с повинной», сказав, что он «случайно выстрелил из своего пистолета, смертельно ранив девушку». Следствие имело подозрение, что Яскевич пытался взять вину за произошедшее на себя.
Согласно изложенной Telegram-каналом Mash версии, две девушки познакомились в местном баре с Яськевичем и Магасумовым, во время общения якобы попросили пострелять из пистолета Макарова, и в какой-то момент одну из них застрелили. По версии адвокатов Магасумова Яськевич, убирая оружие, «случайно спустил курок и выстрелил в девушку», после чего сбежал, а пострадавшая умерла в машине скорой помощи. Сам Магасумов якобы ушел оттуда «за несколько минут до инцидента». В итоге Яськевич написал явку с повинной, однако задержали всё равно Магасумова. Позднее Яськевич от своих показаний отказался. По версии очевидца, Магасумов «совершенно беспричинно выстрелил в живот ее подруге и убежал». Командование воинской части, где проходил службу Магасумов, ходатайствовало об его условном освобождении «в связи с прохождением военной службы в особый период». 

### Суд, лишение звания
В июне 2024 года в суде государственное обвинение запросило для Магасумова 11 лет лишения свободы с отбыванием в колонии строгого режима, а также лишение воинского звания подполковника и звания Героя Российской Федерации. В судебном заседании свою вину подсудимый Магасумов не признал, но попросил прощения у матери погибшей за то, что «ослабил контроль за состоянием подчиненных», а также попросил суд не лишать его воинского звания, так как он планирует вернуться на войну на Украину.
26 июня 2024 года Магасумов был признан виновным в убийстве (ч. 1 ст. 105 УК РФ) и хулиганстве (ст. 213 УК РФ). Приговорён гарнизонным военным судом подконтрольной России ЛНР к 11 годам лишения свободы с отбыванием в колонии строгого режима. Также лишён звания Героя Российской Федерации. Воинского звания и государственных наград лишён не был.
19 июля 2024 года Магасумов вернулся на войну в своё подразделение командиром батальона.

## Семья
Супруга Анна и дочь (род. 2014).

## Награды
- Звание «Герой Российской Федерации» (13 июля 2023 года) — «за мужество и героизм, проявленные во время исполнения воинского долга»[2] (лишён звания 26 июня 2024 года приговором суда);
- Три Ордена Мужества[2];
- Медаль «За боевые отличия»[1];
- Медаль «За воинскую доблесть»[1];
- Медали «За отличие в военной службе» II и III степеней[1];
- Медаль «За честь и мужество» (Кемеровская область);
- Медаль «За служение Кузбассу» (Кемеровская область).